# Bemeizid
L'aggettivo ebraico מזיד|מזיד (mezid) significa "deliberato". La forma avverbiale be-mezid significa "deliberatamente". Questo termine ebraico viene usata nella Halakhah (Legge ebraica) per indicare che un'azione è stata compiuta di proposito, intenzionalmente. Ciò è importante al fine di determinare quanto sia colpevole una persona per le sue azioni. L'aggettivo opposto è in ebraico שוגג‎?, שוגג - shogeg, "non intenzionale".
Un'azione è considerata intenzionale se fatta con la consapevolezza che fosse sbagliata, e con l'intenzione di volerla commettere, e di spontanea volontà. Se la persona non sapeva che l'azione era proibita, o non credeva di aver sbagliato nella specifica circostanza, viene considerata di aver commesso l'azione beshogeg, "non intenzionalmente". Se tale azione fosse compiuta per costrizione, viene considerata come beones.